# Hemicyclops subadhaerens
Hemicyclops subadhaerens är en kräftdjursart som beskrevs av Gooding 1960. Hemicyclops subadhaerens ingår i släktet Hemicyclops och familjen Clausidiidae. Inga underarter finns listade i Catalogue of Life.